# Кучинские
Кучинские (пол. Kuczyński) — дворянский род герба Слеповрон, именующийся также Корвин-Кучинские.
Род этой фамилии восходит к XV веку; Фома Корвин-Кучинский, майор войск литовских, до 1701 года владел имениєм Кучин с крестьянами, перешедшим по наследству к его потомкам, многие из которых по привилегиям польских королей жалованы были разными чинами и званиями, а впоследствии служили Российской империи в гражданской и военной службе.
Род был внесён Герольдией в VI часть родословных книг Виленской, Волынской, Киевской, Минской и Подольской губерний Российской империи.

## Описание герба
В серебряном щите червлёная подкова шипами вниз. На ней червлёный крест с широкими концами. На нём стоит чёрный ворон с червлёными глазами, клювом и когтями, держащий в клюве лазуревое кольцо.
Щит увенчан дворянским коронованным шлемом. Нашлемник: чёрный ворон с червлёными глазами, клювом и когтями держит в клюве лазуревое кольцо. Намет: справа червлёный с серебром, слева чёрный с серебром. Герб Корвин-Кучинских внесен в Часть 12 Общего гербовника дворянских родов Всероссийской империи, стр. 121.